# Heterochroma eriopioides
Heterochroma eriopioides är en fjärilsart som beskrevs av Achille Guenée 1852. Heterochroma eriopioides ingår i släktet Heterochroma och familjen nattflyn. Inga underarter finns listade i Catalogue of Life.